# Garching an der Alz
Garching an der Alz är en kommun och ort i Landkreis Altötting i Regierungsbezirk Oberbayern i förbundslandet Bayern i Tyskland.  Folkmängden uppgår till cirka 
8 800 invånare.